# القاسب میرزا
القاسب میرزا صفوی (۸۹۵ تا ۹۲۹ خورشیدی/۹۲۲ تا ۹۵۷ قمری) دومین پسر شاه اسماعیل یکم صفوی و برادر ناتنی و کوچک‌تر شاه تهماسب یکم بود. او پس از مدتی فرمانروایی از برادرش سرپیچی کرد و به عثمانی پناهنده شد و به همراه سلطان سلیمان یکم به ایران یورش آورد، اما شکست خورد و در قلعه قهقهه زندانی و پس از چند روز کشته شد.

## نام
القاسب که نامش به‌صورت «القاس» و «القاص» نیز نوشته شده‌است، نام ابداعی شاه اسماعیل بر وزن تهماسب بود و از دو بخش «الق» (عربی به معنی درخشنده) و «اسب» تشکیل شده است و به معنای دارنده اسب درخشنده است.
القاسب میرزا در سال ۸۹۵ خورشیدی/۹۲۲ قمری به‌دنیا آمد. او در جنگ با ازبکان (۹۱۱ خ./۹۳۹ ق)، جنگ با عثمانی‌ها (۹۱۲ خ. /۹۴۰ ق) و نیز در جنگ شروان (۹۱۷ خ. /۹۴۵ ق) شرکت داشت.

## فرمانروایی شروان
القاسب میرزا پس از جنگ شروان (۹۱۷ خ. /۹۴۵ ق) به فرمانروایی شروان منصوب شد. اما در سال ۹۲۵ خ./۹۵۳ ق. با شاه تهماسب یکم مخالفت کرد و سرکشی را آغاز کرد. هنگامی که شاه تهماسب از این موضوع آگاه شد به‌سوی تبریز رهسپار شد و اورگنج اوغلی را به پیش القاسب میرزا فرستاد. القاسب میرزا با وی به‌درشتی سخن گفت، اما از حرکت شاه نگران شد و خان‌بگی‌خانم ـ مادر خود ـ را همراه پسرش، سلطان احمد به نزد شاه فرستاد و پوزش خواست.
شاه تهماسب برادرش را بخشید و القاسب میرزا سوگند یاد کرد که دیگر سرکشی نکند و هر سال هزار تومان تبریزی به خرانه شاه بفرستد. پس از آن القاسب به جنگ یا غزای چرکس‌ها رفت، ولی پس از بازگشت در شروان به نام خود سکه زد و اعلام استقلال کرد. شاه نیروهای قزلباش را به شروان گسیل داشت و القاسب از آنان شکست خورد و با چهل تن از یارانش به استانبول (پایتخت عثمانی) رفت و پناهنده شد.
شاه تهماسب درباره او می گویدː «هر گاه که تاریخ تیمور (ظفرنامه تیموری) می‌خواندم و با این ابیات می‌رسیدم،
| شدی شاهرخ همرهش در مصاف |  | بسان دو شمشیر در یک غلاف |

می‌گفتم من و القاسب این حال داریم من او را از تمامی برادران و فرزندان خود دوست‌تر می‌داشتم چنانچه فرموده بودم که در مشهد مقدس حضرت امام رضا علیه السلام دویست و پنجاه تومان به سادات و صلحا و اتقيا به قرض داده بودند که تا القاسب زنده باشد از ایشان نگیرند که ایشان همیشه در آن آستانه مقدس در دعای مزید عمر او باشند او خود کم عقل بود بی‌جهت و بی‌سبب یاغی شد...».

## پناهندگی به عثمانی و یورش عثمانی‌ها به ایران
القاسب میرزا پس از مدت کوتاهی اقامت در استانبول در سال ۹۲۸ خ./۹۵۶ ق. با انبوهی از لشکریان عثمانی به فرماندهی سلطان سلیمان یکم قانونی رهسپار ایران شد و ابتدا به مرند تاختند. اما پس از آنکه سپاهیان ایرانی تلفات سختی بر عثمانی‌ها وارد کردند، سلطان سلیمان تصمیم گرفت که القاس میرزا و اولمه تکلو (حاکم تبریز که به عثمانی‌ها پناهنده شده‌بود) را هر کدام به یک سو بفرستد تا خود با خیال آسوده بتواند از ایران بیرون رود؛ بنابراین، القاسب میرزا را به‌سوی عراق عجم (مناطق مرکزی ایران) فرستاد.

## حمله به مناطق مرکزی ایران
پس از آن القاسب میرزا همراه با لشکری از عثمانی‌ها به همدان و سپس قم رفت و آنجا را غارت کرد. پس از آن به کاشان رسید، اما با شنیدن خبرِ آمدن شاه تهماسب یکم به آن حدود، متوجه اصفهان شد؛ ولی مردم اصفهان پایداری سختی کردند و او موفق به تصرف این شهر نشد و با رسیدن بهرام میرزا (برادر خودش، که سردار سپاه شاه تهماسب بود)، به‌سوی فارس رفت و مردم قلعه ایزدخواست را قتل‌عام کرد؛ ولی شیراز را نتوانست تصرف کند و از ترس سپاهیان قزلباش رهسپار خوزستان شد.
ادوارد براون در تاریخ ادبیات ایران (از صفویه تا زمان حاضر) (ص ۷۰) می‌گوید: «القاسب میرزا هم یاغی بود و هم خائن، و نه‌تنها به سلطان سلیمان پناه برد و به قسطنطنیه رفت، بلکه او را واداشت که به ایران حمله کند و خود با کوشش و سعی تمام، در جنگ با مملکت خویش شرکت کرد. در همدان، خانهٔ زن برادر خود بهرام میرزا را در سال ۹۵۵ هـ.ق. غارت کرد، بعد خواست به‌سوی یزد رهسپار شود و سکنهٔ آنجا را قتل‌عام کند، اما در سال بعد برادرش بهرام او را شکست داد و گرفتار نمود و به شاه طهماسب تسلیم کرد».

## شکست و دستگیری
القاسب میرزا چون از پیروزی ناامید شده‌بود از راه قلعه بیات به بغداد رفت. سلطان سلیمان، القاسب را به نزد خود خواند، اما وی از رفتن به نزد او خودداری کرد. سلطان عثمانی عده‌ای را برای جنگ به‌سوی او فرستاد و القاسب میرزا به‌سوی ولایت اردلان  اذربایجان گریخت. در حوالی مریوان با قزلباش‌ها جنگید و شکست سختی خورد و سپاهیانش نابود شدند. القاسب میرزا به نزد سرخاب، حاکم اردلان رفت، ولی سرخاب به حکم شاه تهماسب، القاسب میرزا را به شاه نعمت‌اللّه یزدی ـ شوهرخواهر القاسب میرزا ـ سپرد تا به نزد شاه ببرد.

## زندانی شدن و مرگ
شاه تهماسب یکم به‌دلیل عِرق برادری از کشتن القاسب میرزا صرف‌نظر کرد، ولی چون به او اعتماد نداشت، به صلاحدید ریش‌سفیدان صوفی، او را در قلعه الموت محبوس ساخت. این بنا بر روایت تذکرهٔ شاه تهماسب است، اما صاحب کتاب احسن‌التواریخ، محبس او را قلعه قهقهه دانسته و می‌گوید: «پس از یک هفته در آنجا هلاک شد».
در حقیقت، پس از مدتی او از دژ قهقهه به قلعهٔ الموت فرستاده شد و در آنجا چند تن که پدرشان به دست القاسب میرزا کشته شده‌بودند به زندان راه یافتند و او را در سال ۹۲۹ خ./۹۵۷ ق. کشتند.
شاه تهماسب یکم دربارهٔ این رویداد می‌گوید: «بعد از چند روز دیدم که از من ایمن نیست و دائم به‌تفکر است. او را همراه ابراهیم خان و حسن بیک یوزباشی کرده به قلعه فرستادم. ایشان او را به قلعهٔ الموت برده، حبس کرده، آمدند. پس از شش روز جمعی که در قلعه او را نگاه می‌داشتند غافل گردیدند و دو سه نفر که در آنجا بودند و القاسب میرزا پدر ایشان را کشته بود ایشان هم به قصاص پدر خود، او را از قلعه به زیر انداختند. بعد از مردن او عالم امن شد».
در مولوی خانه افیون قره‌حصار ترکیه قبری منتسب به القاسب میرزا موجود است و به درستی مشخص نیست که چگونه در آنجا دفن شده است و تنها روایت افسانه‌ای از آن شده است.
دو پسر القاسب میرزا به همراه سام میرزا و دو پسرش که در قلعه قهقهه محبوس بودند در ماه جمادی الثانی ۹۷۵ قمری به فرمان شاه تهماسب به قتل رسیدند.

## اشعار القاسب میرزا
القاسب میرزا، مانند پدر و برادرانش، طبع شعر هم داشته‌است. این رباعی از اوست:
| چون شیر درنده در شکاریم همه  |  | دائم به هوای خویش یاریم همه  |
| چون پرده ز روی کار ما برخیزد |  | معلوم شود که در چه کاریم همه |

این مَطلع قصیده نیز از اوست:
| منم که نیست مرا در جهان نظیر و همال |  | به رزم دشمن جانم، به بزم دشمن مال |